# Йован Фистов
Йован Фистов (на гръцки: Ιωάννης Φιστόπουλος, καπετάν Γιοβάνης) е деец на гръцката въоръжена пропаганда в Македония.

## Биография
Роден е в костурското село Слимнища, тогава в Османската империя, днес Милица, Гърция. Участва в опита за бунт от 1897 година, след което е хайдутин в Западна Македония. В 1903 година сътрудничи на Павлос Мелас, а по-късно на Александрос Караливанос. С четата си дава сражения на българските чети на ВМОРО в сътрудничество с Лаки Пирза и Йоанис Пулакас.
През октомври 1904 година 11-членната му чета се среща с Мелас и Караливанос с Лехово. Йован заминава за Воденско по желание на Константинос Мазаракис. Там четата му нараства до 30 души и действа в района между Владово, Техово и Бахово. В началото на ноември 1904 година се сражава с българска чета при Гугово. По-късно реорганизира негушката чета на Леонидас Цорис и я оглавява. Четата, състояща се от 15 местни и 3 критяни действа в района на Бахово до 1908 година.